# Daniel Gormally
Daniel W. Gormally (ur. 4 maja 1976) – angielski szachista, arcymistrz od 2005 roku.

## Kariera szachowa
Jeden z pierwszych znaczących sukcesów na arenie międzynarodowej odniósł w 1998 r. w Kopenhadze, dzieląc I m. (wspólnie z Hannesem Stefanssonem, Tigerem Hillarpem Perssonem, Larsem Schandorffem i Nikolajem Borge) w tradycyjnym turnieju Politiken Cup. W 1999 r. zajął I m. w Yorku, w 2000 r. zwyciężył w turnieju Ron Banwell Masters w Londynie (wypełniając pierwszą normę na tytuł arcymistrza), natomiast w 2001 r. w kolejnej edycji tego turnieju podzielił I m. (wspólnie z Graemem Buckleyem i Pentalą Harikrishną). W tym samym roku podzielił II m. (za Josephem Gallagherem, wspólnie m.in. z Julianem Hodgsonem, Bogdanem Laliciem i Markiem Hebdenem) w mistrzostwach Wielkiej Brytanii, rozegranych w Scarborough. Na przełomie 2002 i 2003 r. samodzielnie zwyciężył w turnieju Hastings Challengers, uzyskując drugą arcymistrzowską normę. Trzecią normę zdobył w 2005 r. w Gibraltarze, zajął również I m. w turnieju Jack Spiegel Memorial w Southend-on-Sea. W 2006 r. podzielił I m. (wspólnie z Colinem McNabem i Thomasem Rendle’em) w Coulsdon, poza tym zwyciężył w Hereford oraz zajął VII m. w mistrzostwach Unii Europejskiej, rozegranych w Liverpoolu. W 2007 r. podzielił I m. (wspólnie z Jurijem Wowkiem, Bogdanem Laliciem, Alexandre Dgebuadze, Emanuelem Bergiem, Ehsanem Ghaemem Maghamim, Kjetilem Lie i Danielem Fridmanem) w Liverpoolu, natomiast w 2008 r. podzielił II m. (za Michaiłem Ułybinem, wspólnie m.in. z Mironem Szerem, Keithem Arkellem i Thomasem Pähtzem) w otwartych mistrzostwach Szwajcarii, rozegranych w Samnaun. W 2009 i 2010 r. dwukrotnie zwyciężył w Uxbridge.
W 2005 r. reprezentował Anglię na drużynowych mistrzostwach Europy w Göteborgu, natomiast w 2006 r. na szachowej olimpiadzie w Turynie. Podczas tego turnieju został usunięty z zespołu po incydencie w trakcie tanecznej zabawy, na której w odruchu zazdrości o Arianne Caoili uderzył czołowego szachistę świata Lewona Aronjana.
Najwyższy ranking w dotychczasowej karierze osiągnął 1 stycznia 2006 r., z wynikiem 2573 punktów zajmował wówczas 7. miejsce wśród angielskich szachistów.